# José Martínez de Velasco

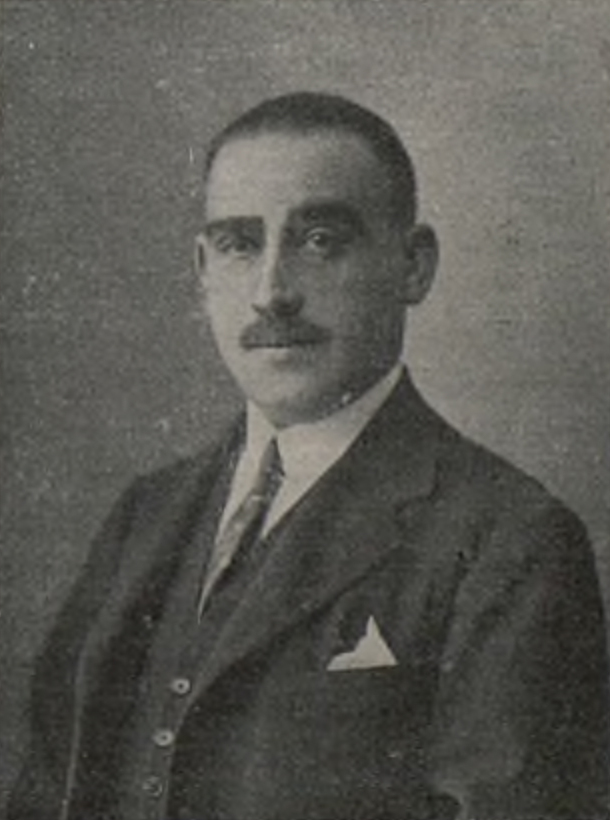
José Martínez de Velasco le 15 mai 1923.

José Martínez de Velasco (né à Madrid en 1875 - mort à Madrid en 1936) est un avocat et un homme politique espagnol, maire de Madrid en 1934. Il commence sa carrière au sein du parti libéral. 
En 1931, il fonde le Parti agrarien espagnol puis est ministre de l'agriculture, de l'industrie et du commerce dans les gouvernements de droite de 1934 à 1936. 
Au lendemain du soulèvement militaire du 17 juillet 1936, il est arrêté et emprisonné par les milices républicaines de Madrid. 
Bien que rien n'ait prouvé qu'il ait participé ou soutenu le soulèvement militaire, il est exécuté le 23 août 1936 sur ordre d'un tribunal populaire constitué de miliciens républicains.